# Юрчишин Ганна Степанівна
Га́нна Степа́нівна Юрчи́шин (нар. 18 липня 1941, село Лисівці Заліщицького району Тернопільської області) — українська селянка та радянський громадський діяч, оператор машинного доїння корів колгоспу «Дружба» Заліщицького району Тернопільської області. Герой Соціалістичної Праці (6.09.1973). Депутат Верховної Ради УРСР 8—11-го скликань. Член Ревізійної Комісії КПУ в 1981—1986 роках.

## Біографія
Народилася в селянській родині Степана Репушка, батько загинув під час німецько-радянської війни. Освіта середня.
З 1957 року — колгоспниця, доярка колгоспу «Зоря комунізму» Заліщицького району Тернопільської області, оператор машинного доїння корів колгоспу «Дружба» села Лисівці Заліщицького району Тернопільської області. Дояркою працювала до пенсійного віку. Надоювала понад 5 000 кг молока від кожної корови своєї групи.
Член КПРС з 1974 року.
Була делегатом XXV з'їзду КПРС. У 1971, 1975, 1980 та 1985 роках Ганна Юрчишин обиралась депутатом Верховної Ради УРСР 8-го, 9-го, 10-го та 11-го скликання відповідно.
Потім — на пенсії в селі Лисівці Заліщицького району Тернопільської області.

## Нагороди
- Герой Соціалістичної Праці (6.09.1973)
- Орден Леніна (6.09.1973)
- Орден Трудового Червоного Прапора (8.04.1971)
- Орден Дружби народів (16.12.1980)
- чотири медалі ВДНГ (в т.ч. 9.07.1975)
- медалі